# CS Meaux Basket Fauteuil
Maillots

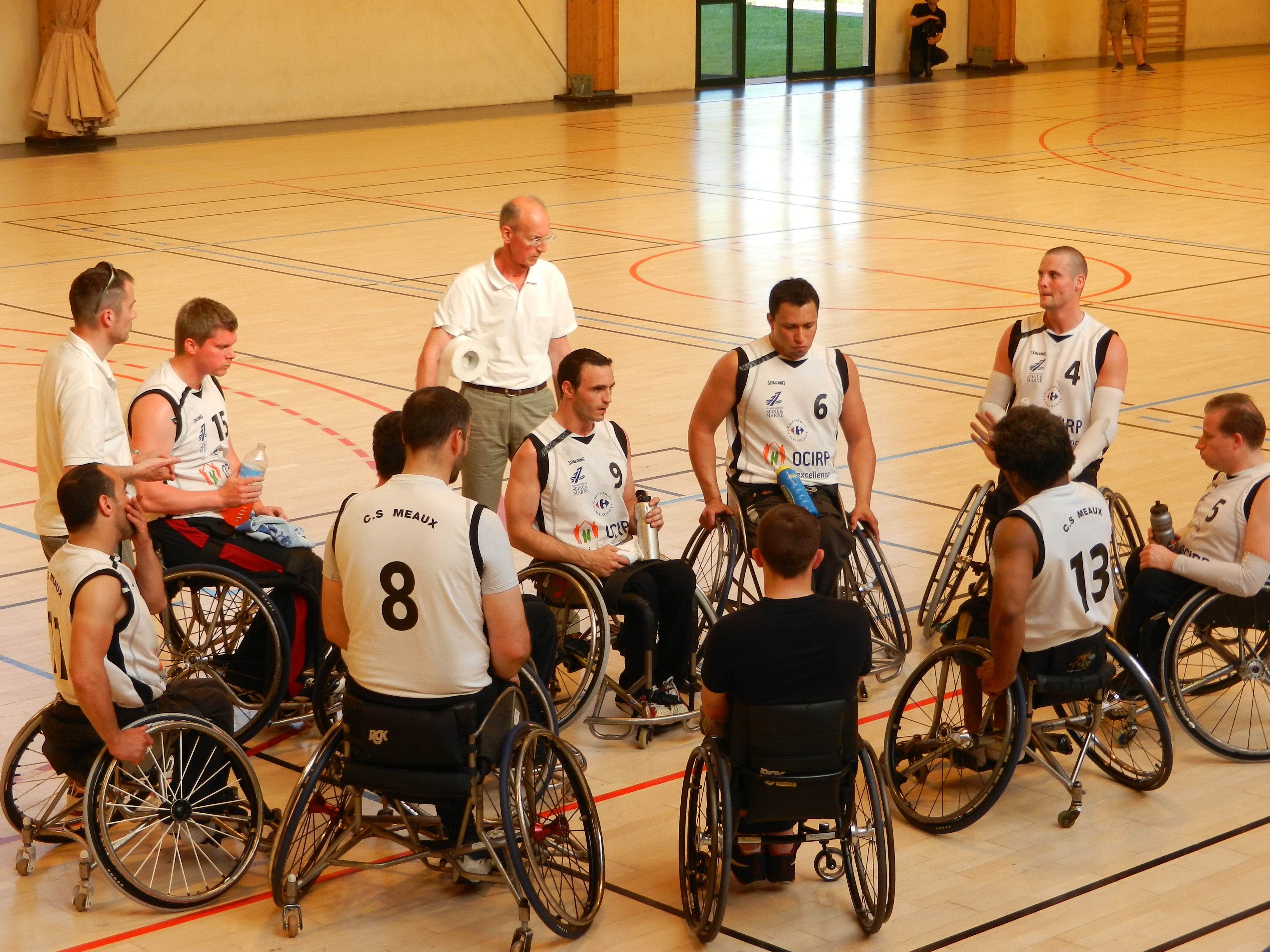
L'équipe de Meaux lors du match retour de la finale du championnat de France Nationale A 2011-2012 face à Hyères, délocalisé à Coulommiers

Le CS Meaux est l'équipe de handibasket de Meaux. L'équipe est une des meilleures équipes françaises depuis près de trente ans, et elle fait partie de l'élite européenne depuis plus de vingt ans.

## Histoire

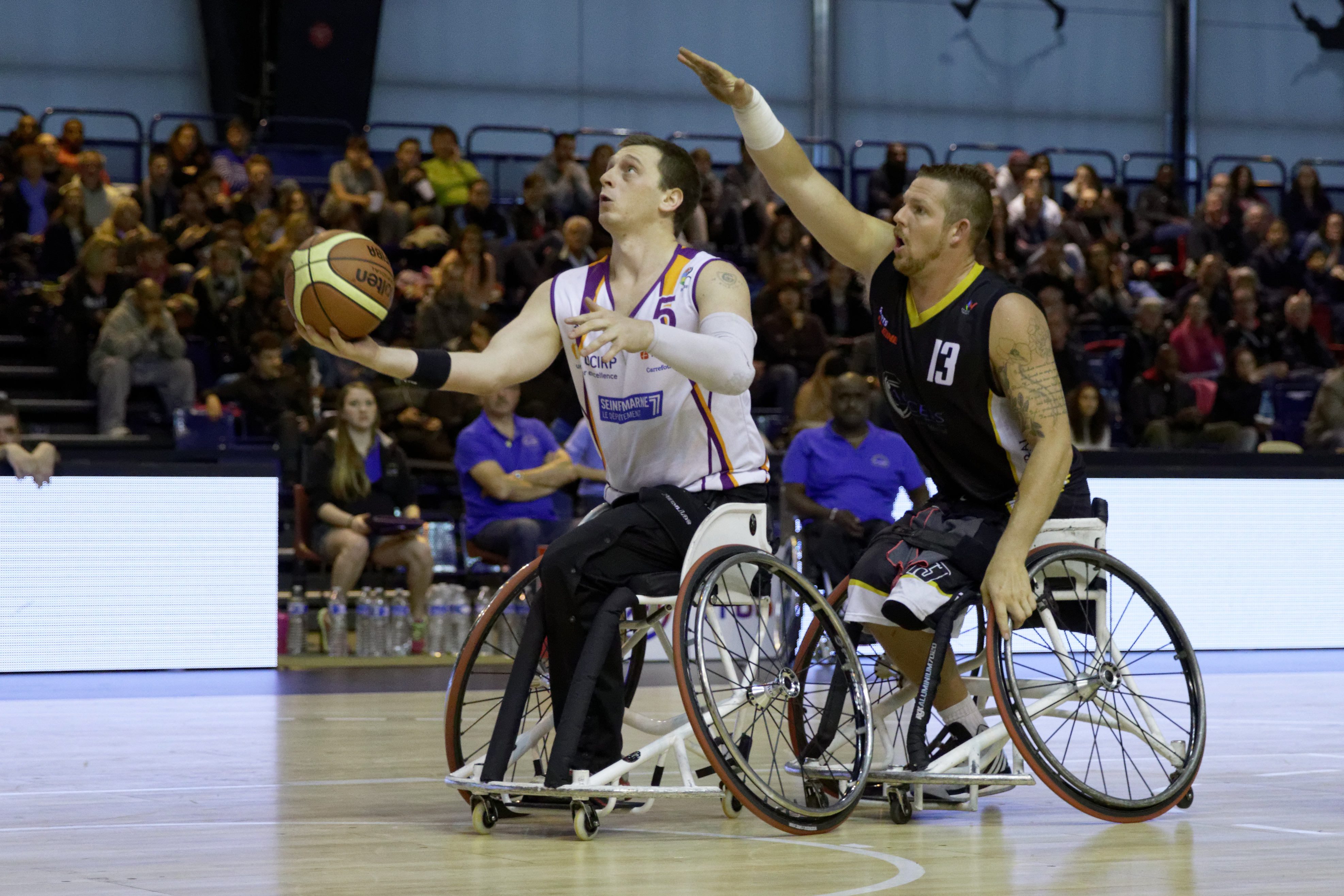
Dominik Mosler lors de Meaux-Le Cannet en finale de coupe de France 2015.

Le CS Meaux a remporté huit fois consécutivement le titre de Champion de France en N1A (1re division nationale) entre 1994 et 2001, et neuf fois consécutivement la Coupe de France entre 1993 et 2001.
Il a remporté les quatre premières éditions de la coupe de France à Bercy, avant que Hyères ne mette fin à la série en 2013. Il est actuellement détenteur du titre de champion de France depuis quatre saisons (le dernier champion n'étant autre que Hyères, en 2009).
L'équipe a réussi un triplé Coupe d'Europe des Clubs Champions - Championnat de France - Coupe de France historique trois années consécutivement (de 1999 à 2001). Elle réalise à nouveau cette performance, mais avec deux coupes d'Europe différentes, ajoutant au championnat et à la coupe nationales le trophée de l'EuroCup 2 (Coupe André Vergauwen) en 2010 puis l'EuroCup 3 historique (Coupe Willi Brinkmann) l'année suivante,.
Le CS Meaux fait ainsi partie du cercle très fermé des clubs qui ont remporté au moins cinq titres européens, avec Verkerk (cinq fois vainqueur de l'EuroCup 1), Lahn-Dill (six fois en EuroCup 1 et une EuroCup 2) et Santa Lucia Rome (trois EuroCup 1 et trois EuroCup 2). C'est alors surtout le premier club de l'histoire de l'handibasket européen à avoir remporté, au moins une fois, trois des Coupes d'Europe (les trois premières qui plus est),.
Le 25 novembre 2013 est inaugurée la première école d'handibasket en France, avec l'espoir de former de futurs joueurs de l'équipe première et d'engager en championnat une équipe féminine. La première année est pleine d'espoirs.
L'équipe a été invitée par la JSF Nanterre à effectuer une démonstration d'handibasket le 21 janvier 2014, à la Halle Carpentier (Paris), à la mi-temps de la rencontre d'EuroCoupe les opposant à Ulm.
Un an après sa finale en Coupe de France de la Commission et sa montée en Nationale C, l'équipe réserve du club est sacrée Championne de France de Nationale C face à Feurs, après une saison quasi parfaite,.
L'équipe réserve a récidivé en étant sacrée Championne de France de Nationale C lors du Final 4 à St Herblain en 2022. L'équipe joue désormais en Nationale 1 MMO (ex. National B).
Le csMbf est le seul club à avoir 2 équipes au plus haut niveau.

## Palmarès
Européen
- Coupe des Clubs Champions (Eurocup 1) :
  - 1994 :  Vice-champion d'Europe
  - 1995 :  Vice-champion d'Europe
  - 1996 :  3e place
  - 1997 :  3e place (première saison où le championnat d'Europe compte trois divisions)
  - 1998 :  3e place
  - 1999 :  Champion d'Europe
  - 2000 :  Champion d'Europe
  - 2001 :  Champion d'Europe
  - 2008 : 4e place
  - 2009 : 7e place[14]
  - 2014 : 7e place[15]
  - 2022 : 8e place
- Coupe André Vergauwen (Eurocup 2) : 
  - 1981 :  Vice-champion d'Europe (championnat encore nommé '2e division', disputé sous le nom de MTI Meaux)
  - 1991 :  3e place
  - 1993 :  Vice-champion d'Europe
  - 2010 :  Champion d'Europe[16]
  - 2015 :  3e place[17]
  - 2016 :  3e place[18]
  - 2017 : 7e place[19]
- Coupe Willi Brinkmann (Eurocup 3) : 
  - 2011 :  Champion d'Europe[20]
  - 2012 : 8e place[21]
  - 2023 : 6e place
  - 2025 : 8e place

National
- Champion de France Nationale 1A : 1981, 1993, 1994, 1995, 1996, 1997, 1998, 1999, 2000, 2001, 2005, 2008, 2010, 2011, 2012, 2013, 2015, 2017.
- Vice-champion de France Nationale 1A : 2002, 2003, 2004, 2006, 2009, 2014, 2016, 2022.
- Champion de France Nationale 1B : 1987.
- Coupe de France : 1993, 1994, 1995, 1996, 1997, 1998, 1999, 2000, 2001 ; 2003 (finaliste) ; 2005 (finaliste) ; 2008 (finaliste) ; 2009 ; 2010 ; 2011 ; 2012 ; 2013 (finaliste) ; 2015 (finaliste).

Équipe réserve
- Championnat de France Nationale 1C : 2014, 2022[23]
- Championne de France des équipes réserves : 2013
- Troisième place du championnat de France Nationale 2 : 2013 (tournoi final à Anglet)
- Coupe de France de la Commission[24] : 2013 (finaliste)

## Joueurs célèbres ou marquants

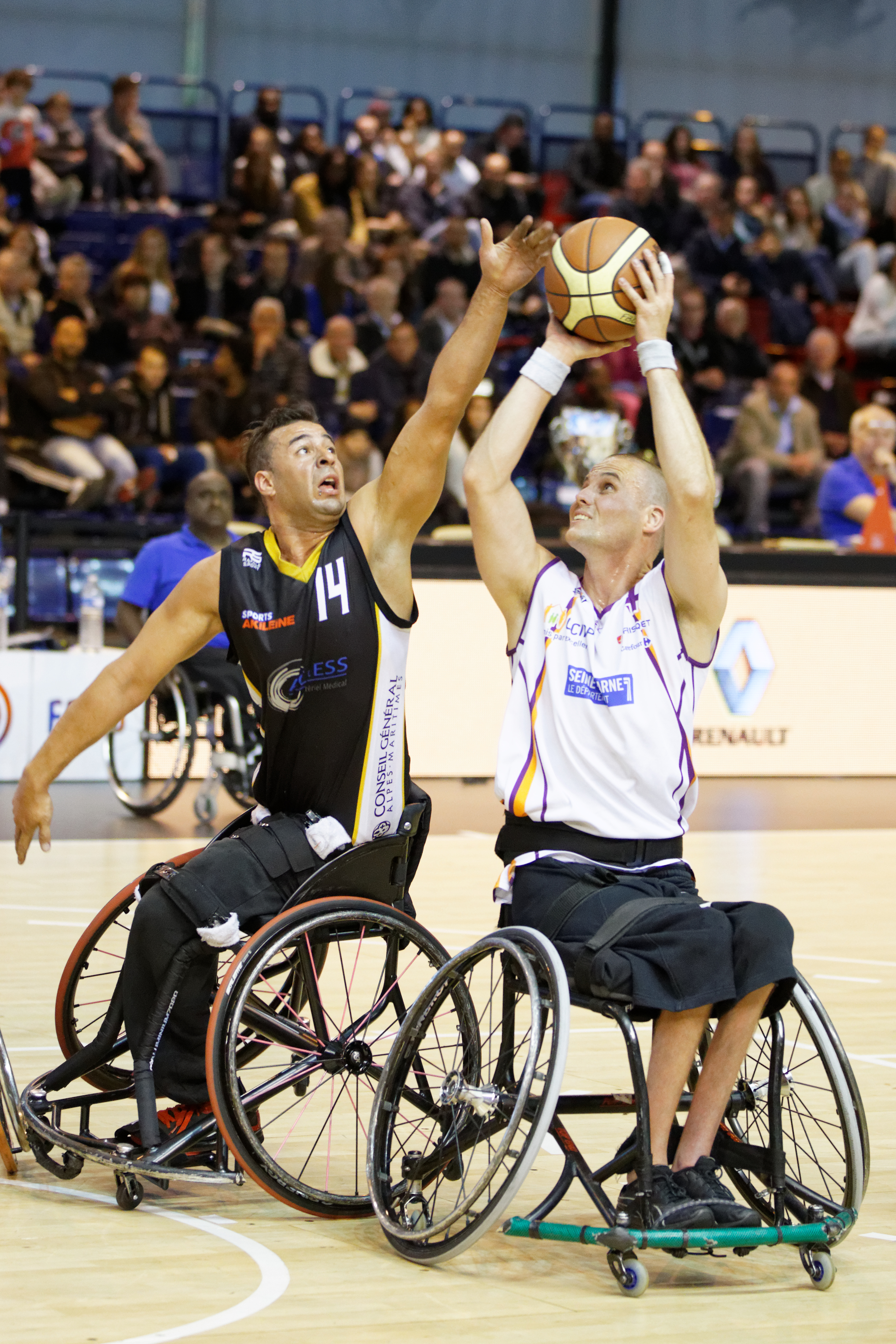
Walter Groen lors de Meaux-Le Cannet en finale de coupe de France 2015.

- Georges Tallis, international français
- Christian Rousel, international français
- Philippe Baye, international français
- Mario Fahrasmane, international français
- Abou Konate, international français
- Sam Bader, international belge
- Sofyane Mehiaoui, international français
- Robin Poggenwisch, international néerlandais
- Ondra Pliska, international tchèque
- Franck de Goede, international néerlandais
- Nazif Comor, international belge
- Walter Groen, international néerlandais
- Dominik Mosler, international polonais
- Mattijs Bellers, international néerlandais
- Samir Goutali, international français
- Audrey Cayol, international français